# ویلیام ولز بوسورث
ویلیام ولز بوسورث (انگلیسی: William W. Bosworth; ۸ مهٔ ۱۸۶۹ – ۳ ژوئن ۱۹۶۶) معمار اهل ایالات متحده آمریکا بود، که در سال ۱۸۹۴ شرکت بیاتریس فودز را تأسیس کرد.